# Dogma Crew
Dogma Crew és un grup sevillà de Hip-hop format per: DJ Lázer (discjòquei), Hijo Pródigo (MC), Legendario (MC), Demonio (MC), Puto Largo (MC) i Zonah (productor) que va deixar de formar part del grup després del seu primer LP. A partir de la dissolució de dos grups, Toque de Queda i La Clave es forma Dogma Crew.

## Biografia
Dogma Crew, va publicar la seva primera maqueta el 1999 titulada "Todo llega". Van aconseguir una repercussió més gran amb la seva segona maqueta "Ya están aquí" l'any 2000, que comptava amb col·laboracions importants com Juaninacka, Niko, Zatu i Acción Sánchez de SFDK. Aquesta maqueta va ser distribuïda principalment per Internet, cosa que va ajudar a una gran difusió i va permetre portar al grup a diferents discogràfiques relacionades amb el rap. Així va ser com Dogma Crew va firmar el seu primer contracte discogràfic i va començar a preparar els seus primers treballs en format professional.
Tot i que no van tenir promoció i molt poca ajuda per part de la discogràfica, quan van treure el seu primer maxi «Antihéroes» i el seu primer LP Block Massacre el 2003, el grup va aconseguir una gran fama entre el públic gràcies al característic estil i a les lletres directes i provocadores. Part d'aquesta expectació es deu també a les diversas col·laboracions en treballs d'altres artistes coneguts com a Jefe de la M o SFDK i per l'aparició de temes inèdits del grup en molts recopilatoris i mixtapes. El 2005 van participar en el documental Sevilla City de Juan José Ponce juntament amb altres artistes com Tote King, SFDK i Juaninacka en el qual es mostra el dia a dia d'aquests desmitificant la imatge que un gran porcentatge de la població té sobre el món del Hip Hop. Aquest documental va obtenir el premi Visual 2006 al millor curt documental del Festival Visual de la ciutat de Majadahonda.
El grup va tenir problemes legals amb la seva primera companyia discogràfica. Un dels seus components, Hijo Pródigo, s'arrisca formant una discogràfica pròpia anomenada Ill Music Records. En aquest recopilatori apareixen tots els integrants de Dogma Crew amb temes inèdits acompanyats de molts més artistes de rellevància que van donar suport al projecte. El seu maxi «Nacen de la bruma»" ha estat número u en vendes el gener de 2008. El seu segon LP, La Octava Plaga, va sortir el setembre de 2008 amb BoaCor.

## Discografia
- "Todo llega" (Maqueta) (2000)
- "Ya están aquí" (Maqueta) (2001)
- "Antihéroes" (Maxi) (Avoid, 2003)
- "Block Massacre" (LP) (Avoid, 2003)
- "Nacen de la bruma" (Maxi) (2007)
- "La Octava Plaga" (LP) (BoaCor, 2008)

## Discografies en solitari
Zonah:
- "Tiempo de perros" (LP) (Avoid, 2003)

Legendario:
- "Tinta esquizofrénica" (Maqueta) (2003)
- "Bala perdida" (Maxi) (2006)

Hijo Pródigo:
- "El demonio se esconde detrás d'una persona buena" (Maqueta) (2003)
- VV.AA. Ill Music Vol. 1 (2005)
- "After the massacre" (Mixtape) (2008)

Puto Largo:
- "Inspiración" (LP) (SFDK Records, 2007)

DJ Lázer:
- "Depresiones" (Mixtape) (2006)